# 무차원량
무차원 량(dimensionless quantity) 또는 무차원 수(dimensionless number)에 대해 설명한다.

## 요약
물리적으로 관측되는 양은 차원을 가지고 있다.
하지만, 이 양을 더하거나 나누는 과정에서 무차원의 수가 발생할 수 있다. 그리고 이 수를 '무차원수'라고 한다.
(즉, 어떤 물리적인 값들을 적절히 조합하면 차원이 상쇄돼 무차원수가 발생하는 것이다.)

## 예시
- 레이놀즈 수
- 프란틀 수

## 같이 보기
- 차원 해석
- 크기 정도 (수)